# Ancre (Belgique)
Pour les articles homonymes, voir Ancre.
L'Ancre est un ruisseau de Belgique coulant en province de Hainaut, affluent de la Dendre, donc sous-affluent de l'Escaut. 

## Parcours
Il prend sa source sur le mont du Pottelberg, aux frontières des communes de Flobecq et Ellezelles, aux lieux-dits « Quenau, Haisette, Miclotte et Rigaudrie ».
L'Ancre poursuit son parcours vers Flobecq en recevant au passage les eaux du Géron.
Le ruisseau coule ensuite vers Ogy en passant par le moulin des Bichurées plus connu sous le nom de moulin à vapeur, arrive à Ogy via les hameaux de « Ponchaut et Wardois », reçoit les eaux du Tordoir au moulin d'Ogy.
Il traverse alors le lieu-dit « Long Royon » pour trouver ensuite les vestiges du moulin de la Planche en prenant en amont de celui-ci le rieu du Marais en provenance de Ghoy.
Ensuite, il poursuit sa route vers le Pont d'Ancre, traverse la chaussée de Grammont à Lessines pour aller se jeter dans la Dendre non loin de la carrière « Trief ».